# Stanley Jeyaraja Tambiah
Stanley Jeyaraja Tambiah, né le 16 janvier 1929 au Sri Lanka, dans une famille Tamoule et mort le 19 janvier 2014, est un anthropologue social américain. Il est un spécialiste reconnu de l’Asie. Il était professeur à l'université Harvard pendant 35 ans.
Il a fait des recherches sur la Thaïlande, le Sri Lanka, et les Tamils. Il est apprécié pour ses recherches de terrain sur l'analyse de données.

## Publications
- Leveling Crowds: Ethno-Nationalist Conflicts and Collective Violence in South Asia;
- Culture, Thought, and Social Action: An Anthropological Perspective;
- Buddhism Betrayed? Religion, Politics, and Violence in Sri Lanka;
- Bridewealth and Dowry;
- Magic, Science, Religion and the Scope of Rationality.

## Distinctions
- Prix Balzan (1997) pour les sciences sociales: anthropologie sociale
- Prix de la culture asiatique de Fukuoka en 1998